# Catcha
No confundir con captcha.
Catcha es una forma de pelota vasca muy practicada en Bolivia. Se juega en frontones de 3 muros: delantero, izquierdo y derecho. Se juega en tres especialidades: raqueta frontón, paleta frontón y la más tradicional y de más prestigio: pelota de mano que es la que precisamente recibe el apodo de Catcha. Se practica ya sea individualmente (en "soleada") y en parejas.  

## Etimología
K'ajcha es una palabra en Quechua que significa "golpe/lapo/sopapo" en español. Originalmente llamado K'ajcha, también se pronuncia Cagcha, Cajcha.

## Descripción
La K'ajcha es un deporte derivado de la pelota vasca española y tiene similares reglas de competición, solo que en la k'ajcha no existe una pared trasera como en la pelota vasca, es más bien como la pelota frontón.

## Historia
La K'ajcha fue creada a partir de la "pelota vasca" de España, jugada con una pelota de cuero bien costurada. Es el deporte más antiguo jugado en Bolivia y fue el más popular hasta el advenimiento de la popularidad del fútbol a finales del siglo XIX. El frontón más antiguo se encuentra en Paria, departamento de Oruro y data del siglo XVI, 

## Raqueta frontón o Catcha Tenis
Después de la creciente popularidad del racquetball, la práctica de la pelota quedó relegada, dejando los cientos de frontones existentes en Bolivia con poco uso. Se introdujo la raqueta al frontón, usando también la pelota de racquetball, y jugando por parejas para crear una nueva especialidad popular entre los jóvenes, su práctica es más extendida que la pelota de mano actualmente.
- Datos: Q5758337